# Titov životopis, 1928. – 1934.
20. lipnja 1928. u Narodnoj skupštini u Beogradu Puniša Račić puca i ubija Pavla Radića i Đuru Basaričeka, te teško ranjava Stjepana Radića, koji će kasnije umrijeti. Dok HSS i HRS oklijevaju, KPJ preuzima inicijativu i preko Nezavisnih sindikata, letkom koji potpisuje Josip Broz, poziva na masovne prosvjede. Prosvjedi traju tri dana, uz povremene oružane okršaje s policijom, u čemu ima i mrtvih. Postojala je ideja da bi KPJ i HSS mogli zajednički preuzeti vlast, ali HSS se nije htjela upuštati u takav pokušaj. 

## Bombaški proces (1928.)
Broz je prisiljen prijeći u ilegalu, ali ostaje u Zagrebu i obavlja razne poslove za partiju i sindikate. Biva uhićen 4. kolovoza 1928. ispred jednog stana u Vinogradskoj cesti 46, koji je služio za smještaj ilegalaca. U stanu je pronađeno nekoliko bomba, po čemu je suđenje Brozu i drugovima, održano 6. – 14. studenoga 1928., dobilo naziv Bombaški proces. Broz je tvrdio da ne zna ništa o bombama (ali priznaje da je imao pištolj, za vlastitu obranu) i da su vjerojatno podmetnute. Ali priznaje da je član KPJ, da je sedam godina vodio ilegalnu komunističku agitaciju, te dodaje slavnu rečenicu: »Ne priznajem buržoaski sud, jer se smatram odgovorim samo svojoj komunističkoj partiji!«
Neki svjedoci kažu kako je Tito kasnije u osobnim razgovorima priznavao da su to zaista bile njegove bombe. Drugi pak vjeruju da se radilo o nesporazumu: govorio je da je njegov bio pištolj, a ne bombe. (Ridley, str. 113)
Uz pomoć jednog stražara, Broz je pripremao bijeg iz sudskog zatvora. Pilom doturenom u kruhu prepilio je pet od šest šipki na prozorskim rešetkama, kada je iznenada premješten u drugu ćeliju. (Taj je stražar kasnije prebjegao u SSSR, i zatim bio uhićen i smaknut u staljinističkim čistkama.)
Kaznu služi u kaznionicama u Lepoglavi i u Mariboru, a zatim odslužuje još 3,5 mjeseca ranije kazne u Ogulinu.

## Robija (1928. – 1934.)
Komunisti na robiji u Lepoglavi saznali su, iz krijumčarenih novina, za suđenje Brozu i njegovo čvrsto držanje. Moša Pijade, intelektualac, kaže da je s njima na robiji bilo nekoliko radnika, ali nisu se najbolje držali. Zato je Broz bio značajna pojava: »Najzad nam dolazi na robiju radnik koji je revolucionar.« (Dedijer 1, str. 189)
Upravnik kaznionice u Lepoglavi bio je svojedobno vojnik u Brozovoj regimenti na Karpatima. Možda zahvaljujući i tome, Broz u kaznionici dobiva posao majstora u "munjari" (električnoj centrali). Kao majstor, ne samo da se mogao svuda unutar kaznionice slobodno kretati, nego je i izlazio u grad da popravi kvarove na električnoj mreži. Iako u pratnji čuvara, udesio je uz pomoć pobožne vlasnice gostionice "Kod Fidlerice", koja je smatrala svojom kršćanskom dužnošću pomagati robijašima, da se povremeno kriomice sastaje s komunistima iz Zagreba. Poslije 2. svjetskog rata, Fidlerica je na isti način nastavila pomagati političkim zatvorenicima u Lepoglavskoj kaznionici. Kada su je komunističke vlasti uhitile i htjele joj suditi, Tito je intervenirao u njenu korist: »Ostavite staricu na miru. Ona je bogomoljka. Ona je nama pomagala, a sada pomaže reakcionarima. Ona uopće ne vidi razlike i vjeruje da čini dobro djelo.« (Dedijer 1, str. 546)
Za Brozovog pomoćnika u centrali postavljen je Moša Pijade, iako za taj posao nije imao kvalifikacije. Organizirali su partijsku ćeliju, a Pijade je većinu vremena provodio na svom slavnom prijevodu Marxovog Kapitala. Početkom 1931., zbog straha od bijega, Broza su premjestili u kaznionicu u Mariboru, gdje je režim bio stroži. Odbija moliti za uvjetni raniji otpust, jer se ne želi odreći svojeg političkog uvjerenja.
Nakon štrajka glađu, politički zatvorenici su izborili za sebe neke olakšice, tako da su organizirali partijski komitet i tjedne sastanke. Mogli su dobivati i knjige, pa je Broz čitao Engelsov Anti-Dühring i knjige iz političke ekonomije, psihologije i filozofije. Jednom, kako kaže u svojoj Autobiografiji kad je od upravnika kaznionice tražio dozvolu da mu pošalju jednu knjigu o povijesti grčke filozofije, ovaj je odgovorio: »Čemu vam treba knjiga o filozofiji? Ogledajte se – vidjet ćete svu filozofiju koju želite.« (Dedijer 1, str. 546)

## Partija gotovo uništena
Za Brozovog boravka u tamnici, kralj Aleksandar 6. siječnja 1929. provodi državni udar i uvodi Šestojanuarsku diktaturu. Raspuštena je skupština, ukinut Vidovdanski ustav, zabranjene sve političke stranke, zabranjena sva udruženja koja imaju »plemensko i vjersko obilježje«, uvedena stroga cenzura, drastično ograničene sve građanske slobode. Diktatura dvora i velikosrpske buržuazije surovo se obrušila na su političku opoziciju, ali prije svega na komuniste. 
Pod udarima režima partija je bila gotovo uništena. U nizu provala, razbijena je većina ćelija i većina rukovoditelja partije i SKOJ-a našla se u zatvoru, a neki su, poput organizacijskog sekretara Centralnog komiteta KPJ Đure Đakovića bili i ubijeni. Preživjeli rukovoditelji prvo su izdali direktivu za oružani ustanak protiv »monarhofašističke« diktature, a zatim pobjegli u inozemstvo i izgubili svaku vezu sa zemljom. Broz je 1952. o tome rekao: »To je bila, najblaže rečeno, obična avantura i zločinačko postupanje s malobrojnim članstvom Partije i omladine. Partija se u to vrijeme jedva bila počela oporavljati i konsolidirati. Imala je svega oko 3.500 članova, a otprilike toliko i SKOJ. Nezavisni sindikati brojali su oko 20.000 članova i, prema tome, njihov uticaj na radne mase u preduzećima nije mogao biti veliki.« (Dedijer, str. 187) Osim toga, dodaje, hrvatska buržuazija nije bila spremna za sukob sa srpskom. Na pobunu se pozvalo u uvjetima koji za to nisu bili sazreli.

## Velika gospodarska kriza u Europi
Ekonomska i politička situacija u Europi drastično se promijenila za vrijeme Brozovog boravka u tamnici. Godine 1929. izbila je velika gospodarska kriza, koja je zaustavila poslijeratni prosperitet (koji su zemlje ekonomske periferije poput Jugoslavije ionako slabo osjetile), dovela do propasti mnogih kapitalista i bitno pogoršala uvjete života radnika i seljaka. Marksisti više nisu morali uvjeravati kako kapitalistička privreda nužno dovodi do kriza: kriza je bila tu, svima vidljiva, strahovito duboka i dugotrajna. 
Zaoštrava se politička borba; liberalna demokracija izgleda kao sve manje upotrebljiv model. Fašističke i monarhofašističke diktature ili vrlo ograničene demokracije, slične onoj u Jugoslaviji, uspostavljene su i u susjednim zemljama (Mađarska, Rumunjska, Bugarska, Austrija), a 1933. Adolf Hitler dolazi na vlast u Njemačkoj. Istovremeno u SSSR-u Staljin zaoštrava "klasnu borbu" stravičnim obračunom sa seljacima ("kulacima") i početkom intenzivnih "čistki" u partiji, koje će, preko Kominterne, pogoditi i sve komunističke partije u svijetu. Sve one djeluju kao sekcije Kominterne, pod strogom kontrolom iz Moskve, što ima negativne posljedice za njihovu učinkovitost, kako u Jugoslaviji tako i drugdje.